# Hősök szobra (Rákoscsaba)
A Hősök szobra (Csaba vezér szobra) egy első világháborús emlékmű Budapest XVII. kerületében, Rákoscsabán. 

## Története
Az akkor még önálló község Rákoscsaba az első világháborúban elesett lakosai előtt kívánta leróni tiszteletét az alkotással. A szobrot a történelmi Rákoscsaba központjában, a mai Csaba vezér téren avatták fel 1925. július 12-én, tervezője és elkészítője Sidló Ferenc volt. 
A helyi szájhagyomány szerint a nagy népvándorlások korát átvészelő hunok egy kis csoportja a mai Rákoscsaba területén húzta meg magát, s a helyet vezetőjük, Attila hun király fia, Csaba királyfi után nevezték el Rákoscsabának („Chabaracusa”). Ezen vélt vagy valós kötödést számos utca- és térnév is megjeleníti, s ehhez igazodott Sidló is a szobor alakjának megformálásakor, melyet Csaba vezér után mintázott meg.
Elején márvány táblába vésve ábécésorrendben az első világháborúban elesett rákoscsabaiak nevei, hátulján a szoboravatást megörökítő emléktábla található, Csaba vezér talpa alatt pedig egy rövid kis emlékvers olvasható a következő felirattal: Csaba vezér hirdesd késő unokáknak // kik voltak hősei im Rákoscsabának! // S emlékükön könnyes szemmel elmerengve // tanítsad meg forró hazaszeretetre!
Az önmagában álló szobor köré 1933-ban kovácsoltvas dísz védőkorlátot emeltek, a kettő közé pedig apró díszkertet létesítettek.